# Нігматулліна Уляна Миколаївна
Уляна Миколаївна Нігматулліна (до літа 2021 — Кайшева, рос. Ульяна Николаевна Нигматуллина; нар. 8 березня 1994, Можга, Удмуртія, Росія) — російська біатлоністка, олімпійська медалістка. Член збірної Росії з біатлону. Чемпіонка та бронзова призерка зимових юнацьких Олімпійських ігор 2012 в Інсбруці. Багаторазова чемпіонка та призерка чемпіонатів Європи та світу серед юніорів. Абсолютна чемпіонка світу серед юніорів 2013 року.